# Franz Faust
Franz Faust (Lebensdaten unbekannt) war ein deutscher Fußballspieler.

## Karriere
Faust gehörte dem FSV Frankfurt als Stürmer an, für den er in der Gauliga Südwest und später in der Gauliga Hessen-Nassau spielte.
Während seiner Vereinszugehörigkeit nahm er am Wettbewerb um den Tschammerpokal teil. Im Wettbewerb 1938 kam er in allen sieben Spielen, das Finale mit eingeschlossen, zum Einsatz. Das erst am 8. Januar 1939 im Berliner Olympiastadion ausgetragene Finale gegen den SK Rapid Wien ging mit 1:3 verloren. Trotz der in der 17. Minute durch Franz Dosedzal erzielten Frankfurter Führung, ging das Spiel in der berühmten Rapid-Viertelstunde innerhalb von zehn Minuten durch Tore von Georg Schors (80.), Johann Hofstätter (85.) und Franz Binder (90.) verloren.

## Erfolge
- Tschammerpokal-Finalist 1938